# Das Verlangen
Pour plus de détails, voir Fiche technique et Distribution.
Das Verlangen est un film allemand réalisé par Iain Dilthey, sorti en 2002.

## Fiche technique
- Titre : Das Verlangen
- Réalisation : Iain Dilthey
- Scénario : Iain Dilthey et Silke Parzich
- Pays d'origine : Allemagne
- Genre : drame
- Date de sortie : 2002

## Distribution
- Susanne-Marie Wrage : Lena
- Klaus Grünberg : Johannes
- Robert Lohr : Paul
- Heidemarie Rohwedder : Martha